# Václav Sedmidubský
Václav Sedmidubský (* 20. dubna 1989) je český zápasník – judista.

## Sportovní kariéra
Připravoval se v Praze na Folimance v klubu USK Praha. V české mužské reprezentaci se pohybuje od roku 2009 lehké váze do 73 kg. Prakticky celou sportovní kariéru jako reprezentační dvojka za Jaromírem Ježkem. Mezi lety 2013 až 2015 patřil mezi širší světovou špičku. Na olympijské hry v Riu v roce 2016 se nekvalifikoval. V roce 2013 přišel o mistrovství Evropy v Budapešti kvůli operaci kyčle. V roce 2011, 2013 a 2015 se účastnil letní univerziády jako student České zemědělské univerzity.
Vrcholovou sportovní kariéru ukončil v olympijském roce 2016. Judu se stále aktivně věnuje. Od roku 2017 vede českou juniorskou reprezentaci. Pro Českou televizi spolukomentuje přenosy z judistických turnajů. Patří k propagátorům české hovorové terminologie pro chvaty – zátočka, zvedák, zalamovák, háček, hasák, sojenága, sodovka, sasanka atd.

## Výsledky
| Turnaj             | 2007      | 2008      | 2009       | 2010       | 2011       | 2012       | 2013       | 2014       | 2015       |
| Turnaj             | 18        | 19        | 20         | 21         | 22         | 23         | 24         | 25         | 26         |
| Turnaj             | pololehká | pololehká | lehká váha | lehká váha | lehká váha | lehká váha | lehká váha | lehká váha | lehká váha |
| ------------------ | --------- | --------- | ---------- | ---------- | ---------- | ---------- | ---------- | ---------- | ---------- |
| Olympijské hry     |           | —         |            |            |            | —          |            |            |            |
| Mistrovství světa  | —         |           | —          | —          | —          |            | úč.        | —          | —          |
| Evropské hry       |           |           |            |            |            |            |            |            | —          |
| Mistrovství Evropy | —         | —         | —          | —          | —          | —          | —          | úč.        | —          |
| Univerziáda        | —         |           | —          |            | úč.        |            | úč.        |            | úč.        |
| ME do 23 let       | —         | —         | —          | úč.        | úč.        |            |            |            |            |
| MS juniorů         |           | —         |            |            |            |            |            |            |            |
| ME juniorů         | úč.       | úč.       |            |            |            |            |            |            |            |